# Kinghamia angustifolia
Espèce
Synonymes
- Cacalia benthamiana Kuntze[1]
- Centratherum angustifolium (Benth.) C.D.Adams[1]
- Erlangea angustifolia (Benth.) Hutch. & Dalziel[1]
- Gymnanthemum angustifolium Benth.[1]
- Vernonia benthamiana Oliv. & Hiern[1]

Kinghamia angustifolia est une espèce de plantes à fleurs de la famille des Asteraceae et du genre Kinghamia présente en Afrique tropicale.